# 全苞附地菜
全苞附地菜（学名：Trigonotis bracteata）是紫草科附地菜属的植物，为中国的特有植物。分布于中国大陆的西藏等地，生长于海拔2,100米的地区，见于山地林缘和草坡。